# Самарцев, Виталий Владимирович
Виталий Владимирович Самарцев (29 октября 1939, Казань — 18 июля 2021, там же) — российский учёный, специалист в области лазерной спектроскопии, когерентной, нелинейной и квантовой оптики, доктор физико-математических наук, профессор, заслуженный деятель науки РФ.

## Биография
Родился 29 октября 1939 года в Казани.
Окончил Казанский государственный университет по специальности «физика» (1966, с отличием) и аспирантуру Казанского физико-технического института (КФТИ) Казанского филиала АН СССР (1969). В 1970 году защитил кандидатскую диссертацию «Вопросы теории световых и фононных индукций и эхо».
В 1970—1986 гг. работал в отделе квантовой акустики КФТИ КФ АН СССР: младший научный сотрудник, с 1973 г. старший научный сотрудник и руководитель группы.
В 1981 г. защитил докторскую диссертацию:
- Исследование эффектов нелинейного взаимодействия когерентного излучения с резонансными средами : диссертация … доктора физико-математических наук : 01.04.05. — Казань, 1980. — 297 с. : ил.

В 1986—1997 годах — главный научный сотрудник КФТИ имени Е. К. Завойского Казанского научного центра АН СССР (РАН), в 1989—1993 и с 1997 года — заведующий лабораторией нелинейной оптики.
По совместительству преподавал и вёл научную деятельность в вузах: в 1986—1990 годах — в Казанском химико-технологическом институте, с 1990 года читал в Казанском государственном университете спецкурсы лекций по проблемам когерентной оптики, оптической обработки информации, оптике фемтосекундных импульсов и лазерной спектроскопии.
Подготовил 7 докторов и 30 кандидатов наук. Автор (соавтор) более 300 статей и 12 книг. Член и бессменный председатель оргкомитетов международных симпозиумов по фотонному эху и когерентной спектроскопии и международных чтений по квантовой оптике, проректор международной молодёжной научной школы «Когерентная оптика и оптическая спектроскопия».
С 1990 года — член редколлегии международного научного журнала «Laser Physics».
Заслуженный деятель науки Республики Татарстан (1995) и Российской Федерации (19.02.2001).
Лауреат Государственной премии Республики Татарстан в области науки и техники (2009) за цикл работ «Когерентные и коллективные явления в нелинейной и квантовой оптике».
Умер 18 июля 2021 года в Казани. Похоронен на Арском кладбище.

## Сочинения
- Коррелированные фотоны и их применение / В. В. Самарцев. — Москва : Физматлит, 2013. — 167 с., [4] л. цв. ил. : ил., табл., цв. ил.; 22 см; ISBN 978-5-9221-1511-7
- Коррелированные фотоны и их применение / В. В. Самарцев. — Казань : Казанский ун-т, 2012. — 185 с. : ил., табл., цв. ил.; 20 см; ISBN 978-5-905787-88-1
- Оптика фемтосекундных лазеров : монография / С. А. Козлов, В. В. Самарцев. — Санкт-Петербург : [СПбГУ ИТМО], 2007. — 218 с. : ил.; 21 см; ISBN 5-7577-0306-7
- Лазерное охлаждение твёрдых тел / С. В. Петрушкин, В. В. Самарцев. — М. : ФИЗМАТЛИТ, 2005. — 223 с., [2] л. цв. ил. : ил.; 22 см; ISBN 5-9221-0552-3 : 400
- Основы фемтосекундной оптики / С. А. Козлов, В. В. Самарцев. — Москва : Физматлит, 2009. — 291 с. : ил.; 22 см; ISBN 978-5-9221-1140-9
- Оптический эффект Керра и селективная фемтосекундная спектроскопия / В. Г. Никифоров, В. В. Самарцев. — Москва : ТРОВАНТ, 2016. — 184 с. : ил.; 21 см; ISBN 978-5-89513-402-3 :
- Оптическое сверхизлучение и лазерное охлаждение в твердых телах / С. Н. Андрианов, В. В. Самарцев. — 2-е изд., доп. — Казань : Казанский гос. ун-т им. В. И. Ульянова-Ленина, 2004 (Тип. ИЦ Казанского гос. ун-та). — 212 с., [4] л. ил., портр. : ил.; 21 см; ISBN 5-98180-072-0
- Твердотельный оптический рефрижератор : проблемы и ожидания / С. В. Петрушкин, В. В. Самарцев. — Казань : Казан. гос. ун-т им. В. И. Ульянова-Ленина, 2003. — 182 с. : ил.; 21 см; ISBN 5-98180-012-7
- Когерентные переходные процессы в оптике : [монография] / И. В. Евсеев, Н. Н. Рубцова, В. В. Самарцев. — Москва : Физматлит®, 2009. — 535 с. : ил., табл.; 22 см; ISBN 978-5-9221-1199-7
- Фотонное эхо и фазовая память в газах / И. В. Евсеев, Н. Н. Рубцова, В. В. Самарцев. — Казань : Изд-во Казанского гос. ун-та, 2009. — 490 с. : ил.; 21 см; ISBN 978-5-98180-631-5
- Когерентные явления в оптике : [Учеб. пособие для студентов физ. фак. ун-тов] / А. А. Калачев, В. В. Самарцев; Рос. акад. наук, Каз. гос. ун-т, Каз. физ.-техн. ин-т. — Казань : Каз. гос. ун-т, 2003. — 280 с., [4] л. ил., порт. : ил.; 20 см; ISBN 5-98180-052-6
- Оптическая эхо-спектроскопия / Э. А. Маныкин, В. В. Самарцев; Отв. ред. С. А. Ахманов. — М. : Наука, 1984. — 270 с. : ил.; 22 см.
- Поляризационное эхо и его применение : Сб. науч. тр. / Рос. АН, Казан. науч. центр, Казан. физ.-техн. ин-т им. Е. К. Завойского; [Отв. ред. В. В. Самарцев]. — М. : Наука, 1992. — 214,[2] с., [1] л. портр. : ил.; 22 см; ISBN 5-02-000268-2
- Деполяризующие столкновения в нелинейной электродинамике / И. В. Евсеев, В. М. Ермаченко, В. В. Самарцев; Рос. акад. наук, Казан. науч. центр, Казан. физ.-техн. ин-т им. Е. К. Завойского. — М. : Наука, 1992. — 245,[1] с. : ил.; 22 см; ISBN 5-02-006839-X
- Импульсная оптическая и акустическая когерентная спектроскопия / В. А. Голенищев-Кутузов, В. В. Самарцев, Б. М. Хабибуллин; Отв. ред. Ю. В. Гуляев; АН СССР, Казан. фил., Казан. физ.-техн. ин-т им. Е. К. Завойского. — М. : Наука, 1988. — 221,[3] с. : ил.; 22 см; ISBN 5-02-000746-3